# Daimler L 15
Le Daimler L 15 est un monoplan monoplace de sport allemand construit en 1919. C’est le premier avion dessiné par Hanns Klemm après l'armistice.

## Daimler L 15
Ce monoplan à aile haute en bois et revêtement entoilé entraîné par un moteur de moto Indian de 7,5 ch faillit mette un terme prématuré à la carrière aéronautique de Hanns Klemm, alors directeur technique de l’usine Daimler-Motoren-Gesellschaft à Sindelfingen, car le train d’atterrissage s’est brisé au cours du premier essai en vol, au printemps 1919. Les conventions d'armistice interdisant toute activité aérienne en Allemagne, la firme Daimler souhaitait supprimer son département aéronautique, mais Hanns Klemm se montra persuasif et patient. Il fit dans un premier temps reconstruire le prototype comme planeur. Après des essais réussis au centre vélivole de la Rhön, le prototype fut équipé d’un moteur de moto Harley-Davidson de 12 ch et en 1922 Hanns Klemm fut autorisé par Daimler à poursuivre ses travaux.
En 1924 l’unique L 15 fut enfin équipé de flotteurs en alliage léger et d’un moteur Daimler F46756 de 20 ch spécialement conçu par Ferdinand Porsche. Devenu L 15W, il effectua son premier vol le 9 octobre 1924 sur le lac de Constance durant la « Semaine aéronautique du lac de Constance ». Le prototype fut finalement cédé au Deutsches Museum, la version biplace L 15Wa n’étant pas construite.

## Daimler L 16
Monoplan monoplace à aile haute et moteur Harley-Davidson construit en 1924 dont on ne connaît pratiquement rien, si ce n’est qu’il dérivait directement du L 15.

## Daimler L 17
Dans la lignée des L 15 et L 16, ce monoplace de sport à aile haute construit en bois fut testé en 1925 comme planeur puis comme avion léger avec un moteur Harley-Davidson modifié.

## Daimler L 18
Monoplace de sport réalisé en 1924 ou 1925 dans la lignée des précédents, cet appareil était plus petit que le L 15 mais prit l’air avec un Harley-Davidson, avant d’être modifié en hydravion et de recevoir le même moteur Daimler F46756 que le L 15W.

## Daimler L 19
Projet de monoplan cantilever léger contemporain du L 18, dont rien ne subsiste.